# Jahanara Begum
Jahanara Begum (nota anche con il nome postumo di Sahibat-uz-Zamani; Ajmer, 23 marzo 1614 – Delhi, 16 settembre 1681) è stata una principessa e scrittrice indiana, figlia maggiore sopravvissuta dell'imperatore Moghul Shah Jahan e della sua consorte principale Mumtaz Mahal.
Jahanara era la figlia favorita e più influente di suo padre, tanto che, quando nel 1631 Mumtaz Mahal morì, Shah Jahan scelse di nominare la figlia diciassettenne Padshah Begum e di affidarle il sigillo imperiale, rendendola la prima donna dell'Impero nonostante lui avesse altre tre consorti, una delle quali, Kandahari, era la Zan-i-Kalan, ovvero la prima consorte in ordine temporale. Di conseguenza, Jahanara divenne la donna più potente della sua epoca.
Quando Shah Jahan venne deposto nel 1657, scoppiò una guerra civile per il trono fra i suoi figli Dara Shikoh e Aurangzeb. Jahanara si schierò fermamente a favore del primo, che fu tuttavia sconfitto nel giro di un anno. Spogliata dei suoi titoli a favore della sorella minore Roshanara, Jahanara si dedicò ad accudire il padre fino alla sua morte nel 1666. Alla fine, nel 1669, si riconciliò col fratello Aurangzeb, che le restituì i suoi titoli e la sua posizione, che mantenne fino alla morte nel 1681.

## Biografia
Jahanara Begum nacque ad Ajmer il 23 marzo 1614, dal principe Khurram Mirza (figlio dell'imperatore Moghul Jahangir e dal 1628 lui stesso imperatore col nome di Shah Jahan) e dalla sua consorte principale Mumtaz Mahal. Era la seconda dei quattordici nati della coppia, ma la prima a raggiungere l'età adulta.
La sua prima tutrice fu Satiunnissa Khanam, principale dama di Mumtaz Mahal e sorella maggiore del poeta Taleb Amoli. Lei stessa poetessa, teologa ed esperta di letteratura persiana, nonché versata nell'etichetta e nella medicina,  Satiunnissa istruì Jahanara in materie come letteratura e poesia persiana, turca e indiana, pittura, calligrafia e attività sportive fra cui gli scacchi, il polo e la caccia. L'istruzione di Jahanara, sebbene particolarmente ampia, non era tuttavia insolita per le donne imperiali Moghul, che avevano libero accesso alle biblioteche e alle attività di corte, comprese quelle all'aperto, fin dai tempi dell'imperatore Akbar.
Fin dalla prima adolescenza, fu nominata Begum Sahib ("principessa delle principesse") e coinvolta nella politica di corte come supporto della madre, la cui salute si era indebolita a causa delle continue gravidanze. Durante i primi tre anni del regno di suo padre, Jahanara supervisionò il commercio interno ed esterno, agì come intermediaria fra l'imperatore, i cortigiano e i visitatori stranieri e come mediatrice nel caso di dispute familiari. Nel 1631, Mumtaz Mahal morì durante il suo quattordicesimo parto, gettando l'imperatore Shah Jahan nella disperazione. Mentre la consuetudine prevedeva che la nuova Padshah Begum (prima dama dell'impero) fosse una delle rimanenti consorti di Shah Jahan, egli preferì concedere il titolo e il sigillo imperiale alla figlia favorita: a soli diciassette anni, Jahanara divenne la donna più potente dell'Impero Moghul e di fatto la sua regnante, dal momento che Shah Jahan, dopo la morte della moglie, era caduto in una profonda depressione e si era estraniato dal governo. Jahanara si occupò, oltre che del governo, che gestiva partecipando ai consigli da dietro una tenda, per rispettare la purdah, anche di assistere il padre e di crescere i fratelli e le sorelle minori. Jahanara divenne un pilastro dello stato, la cui parola era legge, e si diceva che fosse talmente scrupolosa che nulla a palazzo veniva fatto senza la sua supervisione.
Come prima dama, uno dei suoi primi compiti fu quello di organizzare il matrimonio fra il suo fratello favorito, Dara Shikoh, e la loro cugina Nadira Banu Begum, dal momento che i preparativi erano stati interrotti a causa del lutto. Nel 1644, convinse il padre a perdonare il figlio ribelle Aurangzeb.
Il suo status eccezionale è riflesso nel fatto che, a differenza delle altre donne imperiali, le era permesso vivere in maniera indipendente nel suo palazzo personale, dove teneva una vera e propria corte separata e da dove gestiva le molteplici attività di governo, dalle richieste dei cortigiani al commercio.
Nel marzo 1644, Jahanara rischiò di morire a causa di un grave incidente che la lasciò ustionata: secondo alcuni, la principessa prese fuoco a causa dei suoi abiti imbevuti di oli profumati, secondo altri, ciò accadde a una ballerina di corte e Jahanara si ferì cercando di aiutarla. Sull'orlo della pazzia, Shah Jahan dissipò il tesoro in offerte per la guarigione della figlia, convocò al suo capezzale tutte le principali figure dell'Impero, fra cui i suoi figli Aurangzeb e Murad Bakhsh e il generale Shaista Khan e, nell'anno che fu necessario alla figlia per riprendersi, prese parte al durbar del Diwan-i-Am quotidiano solo quattro volte. Per curare la principessa, oltre ai medici reali, vennero convocati anche medici persiani, ma quando anche questi ottennero solo successi parziali e temporanei, pare fu un paggio, Arif Chela, a procurarsi l'unguento che riuscì a cicatrizzare le ustioni. Una volta ripresa, Shah Jahan le donò gemme, gioielli e le rendite del porto di Surat. Inoltre, entrambi si recarono in pellegrinaggio al santuario di Moinuddin Chishti ad Ajmer.

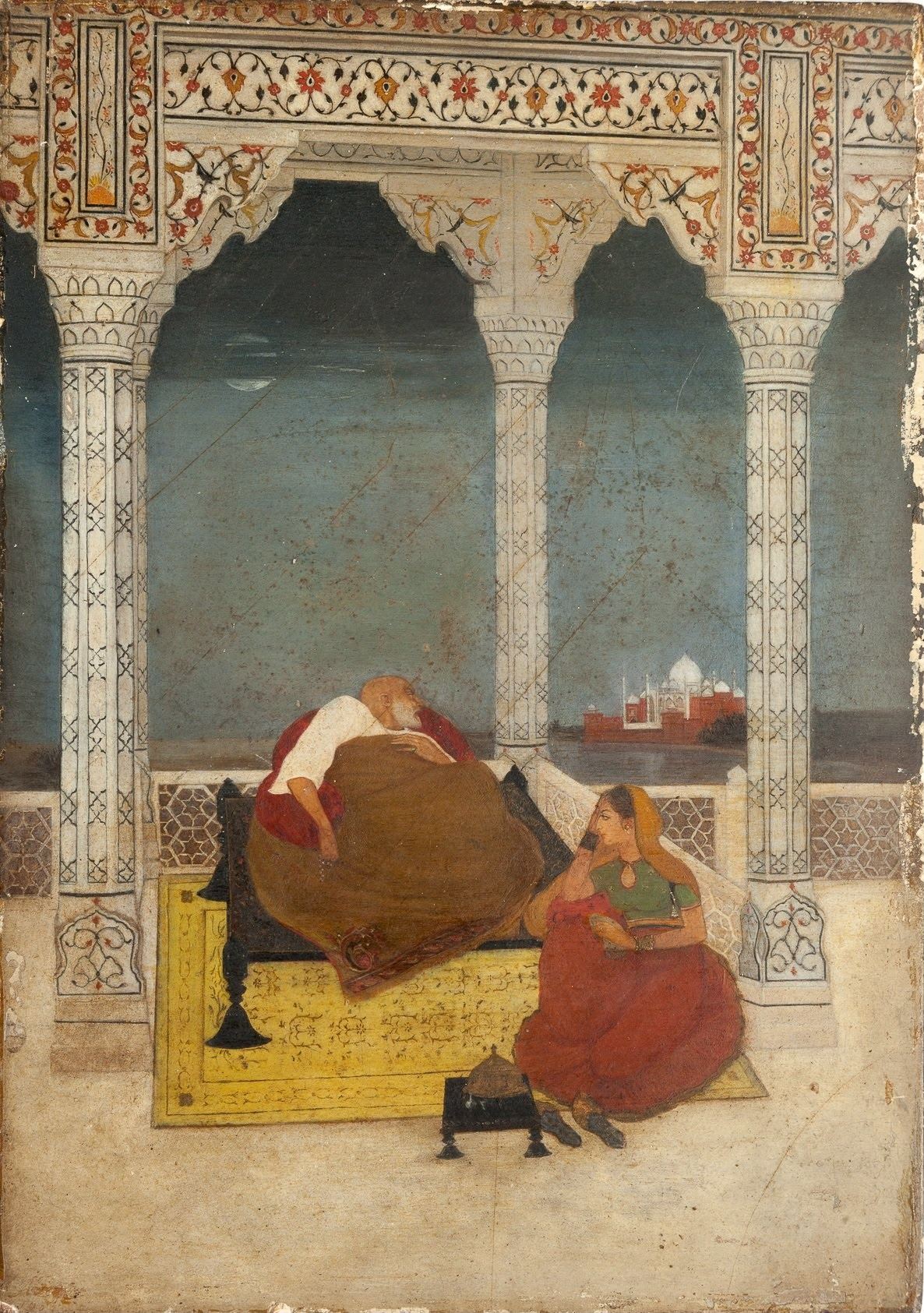
La morte di Shah Jahan, Abanindranath Tagore (1902). Il dipinto rappresenta l'imperatore Shah Jahan che muore con accanto la figlia Jahanara.

Nel 1657, l'imperatore Shah Jahan cadde gravemente malato e venne di fatto deposto dal figlio minore Aurangzeb, contro la volontà del morente che aveva designato suo erede il figlio maggiore Dara Shikoh, e ciò portò allo scoppio di una guerra civile fra i due con lo scopo di impossessarsi del trono.
Jahanara si schierò fermamente a favore di Dara, ricorrendo alla diplomazia per cercare di convincere Aurangzeb a onorare la volontà paterna e a cedere il trono, senza successo. Dove Jahanara fallì in campo diplomatico, Dara Shikoh fallì in campo militare, e a giugno 1658 fu costretto a ritirarsi a Delhi, lasciando al fratello la strada libera per invadere Agra, dove risiedevano Shah Jahan e Jahanara. A questo punto, la principessa scrisse ai rimanenti fratelli, Shah Shuja e Murad Baksh, e li convinse, se non a supportare Dara, quantomeno a rimanere neutrali. Nel giugno 1658, Aurangzeb prese d'assedio il Forte di Agra, a cui tagliò le forniture d'acqua, e impose al padre una resa incondizionata. Jahanara fece un ulteriore tentativo di sanare le cose, proponendo una divisione dell'Impero, con Aurangzeb come imperatore e i restanti tre fratelli come sovrani vassalli, Dara Shikoh in Punjab, Shah Shuja in Bengala, e Murad Baksh in Gujarat. Muhammad, uno dei figli di Aurangzeb, avrebbe invece regnato nel Deccan. Anche questa proposta fu rigettata, con Aurangzeb che definì Dara Shikoh un traditore e un eretico infedele.
Perso ormai ogni potere, Jahanara scelse di sua volontà di condividere la sorte del padre, confinato nel Forte di Agra, e se ne prese cura fino alla sua morte nel 1666, mentre sua sorella minore e rivale, Roshanara Begum, favorita di Aurangzeb, la sostituì come Padshah Begum. Tuttavia, dopo la morte di Shah Jahan, Jahanara si riappacificò col fratello, che restaurò i suoi titoli e il suo ruolo come capo della zenana, le diede un nuovo titolo, Shahzadi Sahib ("Signora delle principesse"), aumentò le sue rendite da un milione di rupie a un milione e settecentomila, a cui aggiunse le rendite di Surat, e le assegnò una serie di ville, fra cui una a Delhi. Restaurò anche il suo potere politico, includendola fra i suoi principali consiglieri, nonostante Jahanara disapprovasse apertamente molte sue politiche, da quelle di austerità economica, a quelle di intolleranza religiosa, ad esempio alle tasse speciali per i non mussulmani, a quelle particolarmente conservatore riguardanti le donne, a cui furono negati molti aspetti della vita pubblica. Jahanara si batté particolarmente contro queste ultime, conscia dei privilegi di cui lei stessa godeva e aveva goduto durante il regno paterno: una casa e rendite indipendenti, il diritto di emettere farman, di partecipare al diwan, e di ricevere uomini, anche stranieri, in qualità di mediatrice.
Jahanara Begum morì a Delhi il 16 settembre 1681. Venne sepolta nel complesso a cielo aperto Nizamuddin Dargah, nel mausoleo da lei stessa commissionato. In segno di rispetto, Aurangzeb la insignì del nome postumo di Sahibat-uz-Zamani ("Signora della sua epoca").
Il suo epitaffio recita: «In nome di Allah, che dà la vita, nessuno copra la mia tomba se non con l'erba, perché l'erba è sufficiente come copertura per le tombe dei poveri e lo è quindi anche per me, la mortale e umile Jahanara Begum, discepola di Khwaja Moin-ud-Din Chishti, figlia di Shah Jahan il Conquistatore, che Allah possa averlo nella sua luce».

## Ricchezza personale
Nel 1628, quando Shah Jahan salì al trono, concesse alla figlia maggiore Jahanara una rendita annua di un milione di rupie, più un'ulteriore donazione una tantum di 800.000 rupie e gioielli per un valore di un milione e mezzo per festeggiare la presa del trono. Nel 1631, alla morte della madre, Jahanara da sola ereditò metà dei suoi beni, mentre l'altra metà fu divisa fra i fratelli e le sorelle minori.
Nel corso degli anni, Jahanara acquisì le rendite di decine di villaggi e città, fra cui Achchol, Farjahara, Sarkars di Bachchol, Safapur, Doharah, Panipat e Surat, oltre che di diversi giardini pubblici, fra cui il Bagh-i-Jahanara, il Bagh-i-Nur e il Bagh-i-Safa.
Jahanara prese in oltre le rendite dell'attività di commercio navale fondata dalla sua bisnonna, Mariam-uz-Zamani, aprendo a nuovi accordi commerciali con gli inglesi e gli olandesi, ai quali vendeva principalmente indaco e spezie.
Come prima dama dell'Impero, Jahanara era responsabile della beneficenza: ordinò che le sue navi fossero usate ogni anno per compiere un viaggio a La Mecca e a Medina per distribuire beni e denaro agli indigenti, supervisionò le donazioni in occasione delle festività, delle carestie e dei pellegrinaggi e organizzò spettacoli e attività culturali a favore del popolo, ad esempio mettendo in scena il popolare Mathnavi di Rumi.

## Sufismo
Come suo fratello Dara Shikoh, Jahanara era una discepola di Mullah Shah Badakhshi, sufi della corrente Qadiriyya, alla cui filosofia si era convertita dopo aver abbandonato la corrente Cishtiyya. Jahanara divenne rapidamente una favorita del santone, tanto che si scrisse che, se non fosse stato per il suo sesso, sarebbe stata nominata sua successore. Sebbene anche il suo antenato Akbar fosse stato istruito al sufismo, Jahanara e suo fratello sono gli unici due esempi di reali Moghul ad aver aderito completamente a tale filosofia.
L'impegno di Jahanara si manifestò soprattutto nell'attività letteraria: scrisse una biografia di Moinuddin Chishti (fondatore della Cishtiyya), una di Shah Badakhshi e un'autobiografia che descriveva nel dettaglio la sua esperienza di donna devota al sufismo. Tutti e tre i testi sono ancora oggi considerate preziose fonti primarie per quanto riguarda il sufismo in India e l'esperienza femminile com esso. Oltre a ciò, Jahanara commissionò diverse traduzioni di testi religiosi dall'arabo alle lingue locali, oltre a una serie di commenti di eminenti studiosi.

## Relazione con Shah Jahan
La stretta relazione di Jahanara con suo padre e la quantità di potere e influenza che lui le concesse diede adito a numerose voci riguardo una relazione incestuosa fra i due, soprattutto dopo che Jahanara si offrì volontaria per essere rinchiusa nel Forte di Agra, dove si dedicò ad accudire il padre deposto, confinato e malato.
Riferimenti a tali voci si trovano nei resoconti di diversi viaggiatori contemporanei, fra cui il medico francese François Bernier e il diplomatico veneziano Niccolò Manucci, che tuttavia liquida la cosa come "oziosi pettegolezzi della plebaglia". Gli storici moderni sono per lo più concordi nel bollare le accuse di incesto come false, propagandate da cortigiani e mullah ostili all'imperatore e/o alla principessa.

## Patrona dell'architettura
Jahanara ebbe un notevole impatto sull'architettura Moghul, finanziando numerosi edifici in diverse città dell'Impero.
Ad Agra, nel 1648 commissionò la costruzione della Moschea di Jama, detta anche Moschea del Venerdì, e del complesso benefico adiacente, che includeva una madrasa finanziata esclusivamente con il suo patrimonio personale.
Nello Srinagar, commissionò la Moschea di Mulla Shah. Nel Kashmir, finanziò la costruzione di un giardino pubblico a suo nome. A Shahjahanabad, commissionò cinque edifici entro il 1650, il più importante dei quali era il Chandni Chowk, un complesso che includeva un caravanserraglio e un giardino pubblico, considerato fra gli edifici più belli della città.

## Cultura popolare

### Letteratura
- È la protagonista del romanzo young adult Jahanara: Princess of Princesses, India - 1627 (2002), parte della serie The Royal Diaries di Kathryn Lasky;
- È la protagonista del romanzo La principessa indiana (2010) Sundaresan;
- È la protagonista del romanzo Beneath a Marble Sky (2013) di John Shors;
- È la protagonista del romanzo Mistress of the Throne (2014) di Ruchir Gupta;
- È la protagonista dei primi due libri di storia alternativa della serie Ring of Fire Book series di Eric Flint.

### Film e televisione
- È la protagonista di Jahanara (1935, regia di F.R. Irani), uno dei primi film parlati nella storia del cinema;
- È uno dei personaggi del film Mumtaz Mahal (1944), interpretata da Madhubala;
- È uno dei personaggi del film Jahan Ara (1964), interpretata da Mala Sinha;
- È uno dei personaggi del film Taj Mahal: An Eternal Love Story (2005), interpretata da Manisha Koirala;
- È la protagonista della serie TV pakistana Badshah Begum (2022), interpretata da Zara Noor Abbas.